# Leucopogon nutans
Leucopogon nutans är en ljungväxtart som beskrevs av Ernst Georg Pritzel. Leucopogon nutans ingår i släktet Leucopogon och familjen ljungväxter. Inga underarter finns listade i Catalogue of Life.